# Stefano Valla
Stefano Valla (Genova, novembre 1962) è un musicista e cantante italiano.
Suonatore di piffero, risiede a Cegni, piccolo paese dell'alta valle Staffora in comune di Santa Margherita di Staffora.
Attivo dal 1981 ha fondato nel 1983 il gruppo I suonatori delle Quattro Province, è stato accompagnato alla fisarmonica da Franco Guglielmetti e dal 1999 suona stabilmente con Daniele Scurati.
Discepolo di musicisti storici della valle Staffora come il fisarmonicista di Negruzzo Andrea Domenichetti detto Taramlà, i pifferai Ernesto Sala di Cegni e Franco Brignoli, ha saputo ricercare, raccogliere e conservare il patrimonio musicale e coreutico della tradizione locale.
Artista eclettico partecipa nell'ambito del trallallero, arte canora tipica di Genova, come voce di "chitarra"  nella famosa "Squadra", e insegna le danze delle Quattro Province in collaborazione con Annalisa Scarsellini.
Ha suonato uno strumento costruito da Claude Romerò di Tolosa su modello di un esemplare del famoso costruttore Grixiu (Nicolò Bacigalupo di Cicagna in val Fontanabuona GE). Oggi suona uno strumento costruito da Stefano Mantovani di Casteggio (PV).
Con il fisarmonicista Daniele Scurati forma l'accoppiata classica piffero-fisarmonica, duo tradizionale del repertorio musicale delle quattro province, grazie alla grande abilità tecnica e alla completezza della conoscenza del repertorio tradizionale, questo duo viene regolarmente chiamato ad esibirsi in concerti all'estero.
Sono portatori della tradizione oltre che sul territorio nazionale in:
- Francia
- Belgio
- Spagna
- Cina
- Canada
- Austria
- Malta
- Svizzera

## Discografia
- 1986 I Suonatori delle Quattro Province: musica tradizionale dell'Appennino: GE-AL-PV-PC / Stefano Valla: piffero, voce; Andrea Masotti: musa; Franco Guglielmetti, G Andrea Domenichetti "Taramla" : fisarmonica—Robi droli: San Germano
- 1988 I Suonatori delle Quattro Province: Êiv vüstu u luvvu :  Stefano Valla: piffero, voce, voce primo, voce chitarra; Andrea Masotti: musa, voce, voce contralto; Franco Guglielmetti: fisarmonica; Pierluigi Giachino "Jacky" : voce primo; Saverio Ceravolo: voce contrabbasso; Angelo Asborno, Elio Pelissa, Bruno Perasso, Umberto Pistolesi, Renzo Rossi: voce basso—Robi droli: San Germano
- 1993 I Suonatori delle Quattro Province: Racconti a colori : Franco Guglielmetti: fisarmonica; Andrea Masotti: musa, chitarra; Roberto G Sacchi: tastiere, voce; Stefano Valla: piffero, flauto, voce—Robi droli: San Germano
- 1994 Traditions of the oboe = Traditions du piffero / Stefano Valla: piffero, voce; Franco Guglielmetti: fisarmonica—Silex mosaïque: Gentilly (F), Waimes (B)
- 1995 Leva levon / Stefano Valla: piffero, voce; Franco Guglielmetti: fisarmonica—Robi droli: San Germano
- 2001 E prima di partire... / Stefano Valla: piffero, voce; Daniele Scurati: fisarmonica, voce—Musique du monde = Music from the world—Buda: Paris (F)
- 2005 Segni / Stefano Valla: piffero, voce; Daniele Scurati: fisarmonica, voce—Buda records
- 2009 Per Dove ? / Stefano Valla: piffero, voce; Daniele Scurati: fisarmonica, voce—Buda records

## Compilation
- 1995 Canti Randagi—Ricordi
- 2004 Tilion / Attilio Rocca "Tilion" : fisarmonica; Ettore Losini "Bani" : piffero, voce; Stefano Valla: piffero, voce; Pier Carlo Cardinali: musa, piva, chitarra, voce; Gigi Lanzoni: chitarra acustica; Maurizio Martinotti: ghironda, scacciapensieri; Marco Domenichetti: flauto dolce—Folkclub-Ethnosuoni: Casale Monferrato
- 2005 Soffi d'ancia—Radici music Records
- 2006 Musicisti vari: Le tradizioni musicali delle Quattro Province—SOPRIP
- 2006 Tribù italiche: Lombardia—EDT